# 願女人幸福
「願女人幸福」（日语：女に 幸あれ）是日本女子偶像組合「早安少女組。」的第34张单曲。於2007年7月25日由zetima发售。

## 概要
- 「願女人幸福」是早安少女組。八期留學生純純和琳琳加入後參與的第一張單曲。
- 此單曲有3個版本，分別有「初回生産限定盤A」、「初回生産限定盤B」和「CD ONLY」。「初回生産限定盤A」收錄了「願女人幸福」的PV。
- 本曲主音是第六代隊長高橋愛，隊形中心位置為久住小春。
- 在8月6日於公信榜单曲週排行榜取得第2位。
- 原計劃為第五代隊長藤本美貴就任後的首張單曲，包括藤本在內的成員十人也已經完成歌曲的錄音。但藤本在單曲發售前夕的六月便因故退出組合，因此藤本參與演唱的原版被抽起，僅用於成員後續進行排舞練習，同時緊急製作沒有藤本聲音的版本用於發售。據時任成員道重沙由美後來憶述，原版中藤本的唱段非常多，成員們是在充斥著藤本歌聲但藤本本人不在場的情況下完成排舞練習[1]。
- 與第12張單曲「The☆Pea～ce! / 充滿愛的大宇宙」恰好在同月同日發售，兩首單曲相隔六年。

## 收錄内容

### CD（初回生産限定盤A - B, CD ONLY）
CD
1. 願女人幸福
（作詞・作曲：淳君 編曲：江上浩太郎）
2. Please! 自由之扉（Please! 自由の扉）
（作詞・作曲：淳君  編曲：湯浅公一）
3. 願女人幸福(Instrumental)

### DVD（初回生産限定盤A）
1. 願女人幸福（Dance Shot Ver.）

1. ↑  2012年10月6日MBS電台「ヤングタウン」節目中提及